# Fagaam
Fagaam – gaun wikas samiti w zachodniej części Nepalu w strefie Rapti w dystrykcie Rolpa. Według nepalskiego spisu powszechnego z 2011 roku liczył on 562 gospodarstwa domowe i 3025 mieszkańców (1684 kobiety i 1341 mężczyzn).